# Pullen (Australija)
Otok Pullen (eng. Pullen Island) nenastanjeni stjenoviti otočić pred australskom obalom vinorodnog poluotoka Fleurieu, u blizini Port Elliota, od čije je plaže na zaljevu Horseshoe udaljen oko 350 metara. Otok je zaštićen (Pullen Island Conservation Park) zbog očuvanja staništa morskih ptica.